# Racing Club Pays de Grasse
 (septembre 2021).
Si vous disposez d'ouvrages ou d'articles de référence ou si vous connaissez des sites web de qualité traitant du thème abordé ici, merci de compléter l'article en donnant les références utiles à sa vérifiabilité et en les liant à la section « Notes et références ».
 (novembre 2023).
Maillots
Actualités
Dernière mise à jour : 21 septembre 2024.
Le Racing Club Pays de Grasse est un club de football français fondé en 1959 et basé à Grasse dans les Alpes-Maritimes. Le club évolue actuellement en National 2.

## Histoire
Après quelques saisons en CFA 2, le club est redescendu en DH lors de la saison 2012/2013. Le Racing décroche deux accessions consécutives, en CFA 2 (2015-2016) et CFA (2016-2017).
Le 1er juillet 2022, le Racing Club de Grasse devient le Racing Club Pays de Grasse.
En 2022, le club se qualifie en 32e de finale de la coupe de France en évincant Onet-Le-Château, puis en 16èmes en battant Le Tampon, club de la Réunion.

## Saisons

### Saison 2013-2014
L'équipe première évolue en DH Méditerranée saison 2013-2014 et finit troisième avec 72 points, derrière le Sporting Club Toulon Var et l'Entente sportive Le Cannet-Rocheville.
Elle remporte la finale de la Seniors Coupe Côte d'Azur face à l'AS Cannes 3, le 22 juin 2014.
Les U19, après une victoire face à Mandelieu La Napoule (1-0) en demi-finale, perdent la finale de la Coupe Michel Kitabdjian face à l'AS Cannes 2, (1-2). Les U17, après une demi-finale contre Cavigal (2-2),(5-3) aux t.a.b, remportent la finale de la Coupe Pierre Olivari face à l'AS Monaco (4-3).

### Saison 2014-2015
L'équipe première des seniors évolue en championnat de DH Méditerranée et obtient le maintien au terme d'une saison difficile. La même année, l'équipe première est arrivée jusqu'en demi-finale de Coupe Côte d'Azur.

### Saison 2015-2016
Saison clé de l'histoire du RC Grasse, la saison 2015-2016 a vu l'équipe première gagner le championnat de DH Méditerranée, devant le favori : l'AS Cannes. La saison des hommes de Loïc Chabas a été formidable, puisqu'ils terminent champions avec un record de points (82) et la meilleure défense du championnat. De plus, l'équipe séniors a atteint les demi-finales de la Coupe Côte d'Azur. 

### Saison 2016-2017
Après sa montée de la saison passée, l'équipe première évolue en CFA 2. Directement après sa montée, l'équipe fanion du RC Grasse a mené le championnat de bout en bout, et a été sacré champion du groupe G de CFA 2. Après avoir grillé leurs deux jokers qui leur auraient permis un sacre anticipé, l'équipe était obligée de gagner contre le SC Toulon. C'est donc le 20 mai, après une victoire 3-2 à Toulon, que le RC Grasse est sacré champion de son groupe de CFA 2.  
Les U19, qui évoluent toujours en DH, ont atteint les 32es de finale de Coupe Gambardella.

## Palmarès
- Champion DH Méditerranée : 1983, 1992, 2009 et 2016
- Vainqueur de la Coupe Côte d'Azur : 2014

## Entraîneurs
- 2000-2002 :  Dominique Veilex
- 2002-2004 :  Jean Sérafin

## Joueurs
- Lucas Rougeaux
- Paul Bahoken
- Laurent Charvet
- Laurent Leroy
- Jean Sérafin
- Yoann Touzghar

## Logos

Logo jusqu'en 2020.
Logo de 2020 à 2022.
Logo depuis 2022.